# 烏菈菈迷路帖
《烏菈菈迷路帖》是はりかも以四格漫畫形式發表的日本漫畫作品，於芳文社的雜誌《Manga Time Kirara Miracle!》2014年6月號開始連載。2017年10月16日，本作因《Manga Time Kirara Miracle!》休刊而移籍至《Manga Time Kirara》繼續連載至2019年7月號。共出版7冊單行本，台灣由青文出版社出版全冊。改編自該漫畫的全12集電視動畫於2017年1月至3月由TBS等電視台播放。

## 故事簡介
千矢是一个在山里长大的女孩，为了寻找母亲的下落来到充满着被称为烏菈菈的占卜師居住的小镇——迷路町。在千矢与紺、小梅、乃乃相遇之後，四人为了成为一级占卜师，開始過著烏菈菈見習生的日子，以争取传说中烏菈菈的帮助并找到她的母亲。

## 登場角色

### 棗屋
千矢（聲：原田彩楓）
年齡 - 15歲 / 生日 - 4月2日 / 血型 - O型 / 身高 - 154 cm
本作的主角。烏菈菈見習生。為了見母親而來到迷路町的少女。從小在山裡長大，常做露出度高的打扮，會撩起上衣露出肚臍表示道歉。
有著無形中就會被動物親近的體質，不清楚學校的事情。後來找到屬於自己的占卜術「黑」，是召喚出一隻黑色紅瞳的生物，但實際召喚方法仍然不明。
母親的名字叫做矢見（やみ）。
巽紺（聲：本渡楓）
年齡 - 15歲 / 生日 - 3月15日 / 血型 - A型 / 身高 - 158 cm
烏菈菈見習生。15歲。名門茶屋巽屋的獨生女。成績優秀且個性認真。為了超越母親時江而不待在巽屋實習，選擇了去棗屋。不喜歡豆皮。
雪見小梅（聲：久保百合花）
年齡 - 15歲 / 生日 - 2月1日 / 血型 - B型 / 身高 - 156 cm
烏菈菈見習生。雪見財閥的大小姐。喜歡西洋文化。對自己的名字抱持複雜的情緒。憧憬曾來到自己家鄉寄宿的魔女瑪莉而答應她要成為東洋第一魔女使她收自己為徒弟。
棗乃乃（聲：佳村遙）
年齡 - 15歲 / 生日 - 12月16日 / 血型 - A型 / 身高 - 152 cm
烏菈菈見習生。棗屋的女兒。個性怕生。母親在她小時候就去世了。有著一具名為松子的人偶。

### 十番地
棗妮娜（聲：茅野愛衣）
棗屋的主人，乃乃的姐姐。極度愛護妹妹。將棗屋的實習生都當成自己的寶貝。目前階級為五番占卜師。
色井佐久（聲：諏訪彩花）
迷路町巡警隊第十區隊長。
大島薰（聲：高倉有加）
是佐久重要的部下。憧憬佐久。
鹽澤練子（聲：咲咲木瞳）
是佐久重要的部下。憧憬佐久。

### 九占塾
二條臣（聲：市之瀨加那）
家中原是名門貴族，在家道中落後為了家計而立志成為烏菈菈。對金錢的話題敏感。有著會定期昏睡過去的體質。
花原椿（聲：田村睦心）
九占塾的老師。擅長的占卜是花占卜。

### 其他
雪（聲：甲斐田裕子）
受千矢母親之託扶養千矢長大，之於千矢則有如老師、朋友及母親般的存在。關於千矢母親的事情一字未提。
辯天（聲：井上喜久子）
「占物屋辯天」店主。
時江（聲：能登麻美子）
巽屋的主人，紺的媽媽。階級為二番占卜師。
瑪莉·基斯畢爾奎特（聲：矢作紗友里）
小梅年幼時曾經寄住在小梅家的魔女。喜愛惡作劇。

## 單行本
| 卷數 | 芳文社         | 芳文社                 | 青文出版社    | 青文出版社                               |
| 卷數 | 發售日期       | ISBN                   | 出版日期      | EAN                                      |
| ---- | -------------- | ---------------------- | ------------- | ---------------------------------------- |
| 1    | 2015年1月27日  | ISBN 978-4-8322-4517-4 | 2017年3月25日 | EAN 4718016022027 EAN 4718016023291      |
| 2    | 2015年11月27日 | ISBN 978-4-8322-4636-2 | 2017年5月25日 | EAN 4718016023338 EAN 4718016023345      |
| 3    | 2016年5月27日  | ISBN 978-4-8322-4696-6 | 2017年7月20日 | EAN 4718016024151 EAN 4718016024168      |
| 4    | 2017年1月27日  | ISBN 978-4-8322-4796-3 | 2017年9月21日 | EAN 4718016025240 EAN 4718016025257      |
| 5    | 2017年12月27日 | ISBN 978-4-8322-4904-2 | 2018年7月18日 | EAN 4718016033276 EAN 4718016033283      |
| 6    | 2018年10月25日 | ISBN 978-4-8322-4987-5 | 2019年8月12日 | ISBN 978-986-51-2016-0 EAN 4718016036222 |
| 7    | 2019年7月25日  | ISBN 978-4-8322-7109-8 | 2020年7月15日 | ISBN 978-986-51-2414-4 EAN 4718016037922 |

## 电视动画
2016年3月發表改編動畫的消息，并于同年7月确认由TBS、BS-TBS播放电视动画。動畫製作是由曾參與製作《愛殺寶貝》動畫的J.C.STAFF負責，導演是铃木洋平。系列構成和角色設計分別由赤尾凸和大塚舞負責。2017年1月于TBS、BS-TBS开始播放。

### 制作人员
- 原作：はりかも（芳文社《Manga Time Kirara Miracle!》連載）
- 監督：铃木洋平
- 系列構成：赤尾凸
- 角色設計：大塚舞
- 道具設計：谷口元浩
- 美術監督：奧村泰浩
- 色彩設計：石田美由紀
- 攝影監督：大河內喜夫
- 編輯：後藤正浩
- 音響監督：本山哲（日语：本山哲 (音響監督)）
- 音樂：田淵夏海、中村巴奈重、寶野聰史
- 音樂製作：日音
- 動畫製作：J.C.STAFF

### 主題曲
| 片頭曲「」 作詞：高瀨愛虹 作曲：山田高弘 編曲：大川茂伸 主唱：［千矢（原田彩楓）、紺（本渡楓）、小梅（久保百合花）、乃乃（佳村遙）］ | 片尾曲「go to Romance>>>>>」 作詞：熊野清美 作曲、編曲：大隅知宇 主唱：Luce Twinkle Wink☆ |

### 各話列表
| 話數   | 日文標題 | 中文標題                           | 劇本     | 分鏡            | 演出              | 作畫監督                                                                          |
| ------ | -------- | ---------------------------------- | -------- | --------------- | ----------------- | --------------------------------------------------------------------------------- |
| 一占   |          | 少女與占卜，偶爾露肚皮             | 赤尾凸   | 鈴木洋平        | 鈴木洋平          | 廣田茜、小森篤 谷口元浩、館崎大 河野慎也                                          |
| 二占   |          | 尋物與夢想，偶爾的甜食             | 赤尾凸   | 鈴木洋平        | 梶井瀨賀          | 村上雄、森七奈 小松香苗、岩崎亮                                                   |
| 三占   |          | 同伴與朋友，偶爾的對手             | 福田裕子 | 鈴木行          | 三平              | 飯飼一幸、南伸一郎 藤田正幸、古池敏也                                             |
| 四占   |          | 好事與壞事，偶爾的發癢             | 清水惠   | 細川秀樹        | 奧野浩行          | 謝宛倩、河野真也 中村真悟、館崎大 都築裕佳子、廣田茜 鳥山冬美                     |
| 五占   |          | 新娘與神明，偶爾的鼓掌             | 赤尾凸   | 岩崎良明        | 福島利規          | 小森篤、小松香苗 村上雄、森七奈                                                   |
| 六占   |          | 戀愛與追蹤，偶爾的乖乖             | 福田裕子 | 湖山禎崇        | 湖山禎崇 西田健一 | 、廣田茜 二宮奈那子、小野和美 河野真也、小森篤 岩崎亮、谷川亮介 、錦織成 谷口元浩 |
| 七占   |          | 祝詞與魔女，偶爾的覺悟             | 清水惠   | 鈴木行          | 清水一伸          | 廣田茜、村上雄 小松真梨子、河野真也 佐藤真史、德田夢之介 大塚舞                   |
| 八占   |          | 不能做的事和不知道的事，偶爾脫光光 | 赤尾凸   | 鈴木洋平        | 梶井瀨賀          | 中村信吾、岩崎亮 館崎大、河野真也 小森篤、森七奈 二宮奈那子                       |
| 九占   |          | 母親與心得，偶爾為了你             | 福田裕子 | 福島利規        | 本間修 小野田雄亮 | 古池敏也、川島明子 飯飼一幸、兼子秀敬 小島唯可                                    |
| 十占   |          | 四人與晉升考試，偶爾的試煉         | 清水惠   | 細川秀樹        |                   | 廣田茜、小松香苗 松下郁子、河野真也                                               |
| 十一占 |          | 千矢與黑，偶爾的眼淚               | 赤尾凸   | 鈴木行          | 西田健一          | 村上雄、松岡謙治 小森篤、木野下澄江 河野真也                                      |
| 十二占 |          | 洗澡與慶祝，偶爾的笑容             | 赤尾凸   | 鈴木洋平 鈴木行 | 湖山禎崇          | 森七奈、小森篤 河野真也、小松香苗 二宮奈那子                                      |

### 播放單位
| 放送期間              | 放送時間          | 放送局    | 対象地域   | 備考            |
| --------------------- | ----------------- | --------- | ---------- | --------------- |
| 2017年1月5日－3月23日 | 週四 25:58－26:28 | TBS電視台 | 關東廣域圈 | 製作局 / 含字幕 |
|                       | 週四 26:54－27:24 | CBC電視台 | 中京廣域圈 |                 |
| 2017年1月6日－3月24日 | 週五 23:30－24:00 | SUN電視台 | 兵庫縣     |                 |
| 2017年1月7日－3月25日 | 週六 25:00－25:30 | BS-TBS    | 日本全域   | BS放送          |
| 2017年1月15日－4月2日 | 週日 25:00－25:30 | TBS頻道1  | 日本全域   | CS放送          |

| 刊登日期               | 刊登時間        | 刊登網站 | 備註                  |
| ---------------------- | --------------- | --- | --------------------- |
| 2017年1月10日－3月28日 | 週一 12:00 更新 | DOCOMO動畫商城 | 初回のみ火曜日配信    |
| 2017年1月12日－3月30日 | 週四 12:00 更新 | FOD / Anime放題 / U-NEXT 萬代頻道 / Hulu / au Video Pass dTV / GEO頻道 / 樂天SHOWTIME Video市場 / GYAO! Store / TSUTAYA TV Niconico / PlayStation(TM)Video 光明電視台 / Actvila / DMM.com | 第一集免費 晚一週刊登 |

| 播放、刊登日期         | 播放、刊登時間        | 播放、刊登單位 | 地區     | 備註                    |
| ---------------------- | --------------------- | -------------- | -------- | ----------------------- |
| 2017年1月6日－3月24日  | 週五 12:00 更新       | bilibili       | 中国大陆 | 日語原音、簡體字字幕    |
| 2017年6月6日－6月17日  | 每天 18:30－19:00     | Animax HD      | 臺灣     | 中華電信MOD，有重播時段 |
| 2017年6月23日－6月30日 | 週一至五 18:30－19:30 | Animax         | 香港     | UTC+8，有重播時段       |

### BD&DVD
| 卷數 | 發售日期      | 收錄話數       | 規格編號  | 規格編號  |
| 卷數 | 發售日期      | 收錄話數       | BD        | DVD       |
| ---- | ------------- | -------------- | --------- | --------- |
| 1    | 2017年3月24日 | 第1話－第2話   | GNXA-1921 | GNBA-2621 |
| 2    | 2017年4月26日 | 第3話－第4話   | GNXA-1922 | GNBA-2622 |
| 3    | 2017年5月26日 | 第5話－第6話   | GNXA-1923 | GNBA-2623 |
| 4    | 2017年6月28日 | 第7話－第8話   | GNXA-1924 | GNBA-2624 |
| 5    | 2017年7月26日 | 第9話－第10話  | GNXA-1925 | GNBA-2625 |
| 6    | 2017年8月25日 | 第11話－第12話 | GNXA-1926 | GNBA-2626 |

## 外部連結
- 烏菈菈迷路帖 漫畫的殿堂——芳文社 （页面存档备份，存于）（日語）
- 电视动画官方网站 | TBS电视台 （页面存档备份，存于）（日語）
- 电视动画《烏菈菈迷路帖》的X（前Twitter）（日語）